# Gorgônio Alves da Encarnação Neto
Gorgônio Alves da Encarnação Neto CR (ur. 17 września 1949 w Farturze) – brazylijski duchowny rzymskokatolicki, biskup Itapetininga w latach 1998–2025.

## Życiorys
Święcenia kapłańskie przyjął 22 grudnia 1974 w Zakonie Kleryków Regularnych (teatynów).
15 kwietnia 1998 papież Jan Paweł II mianował go biskupem diecezji Itapetininga. Sakry udzielił mu 19 lipca tego samego roku arcybiskup Sorocaba José Lambert Filho CSS.
25 lutego 2025 papież Franciszek przyjął jego rezygnację z pełnionego urzędu i jako następcę mianował biskupa Luiza Antônio Lopesa Ricciego.